# Jenny and the Mexicats
 (juin 2023).
Jenny and the Mexicats est un groupe de folk, composé de la trompettiste britannique Jenny Ball, du percussionniste espagnol David González Bernardos, et des Mexicains Pantera Mexicat à la guitare et Icho à la contrebasse. Le groupe est considéré comme indépendant car il n'est signé par aucune maison de disques,.

## Discographie

### Albums studio
- 2012 : Jenny and the Mexicats
- 2014 : Ome[3]
- 2017 : Mar abierto/Open Sea[4]
- 2019 : Fiesta ancestral

### Singles
- Verde más allá
- Me voy a ir
- Flor
- Labios
- Boulevard
- Frenético ritmo
- Me and My Man
- La Diabla
- Si una vez

### Collaborations
- 2014 : Se viene, se va (Mr. Kilombo)
- 2016 : Tiene espinas el rosal (avec Cañaveral)
- 2018 : Volver a Empezar (Miguel Tena)
- 2019 : El telón (Vetusta Morla)
- 2019 : Bailando con las farolas (El Kanka)

## Distinctions

### Premios 40 Principales América
| Année | Catégorie                           | Résultat   |
| ----- | ----------------------------------- | ---------- |
| 2014  | Meilleur artiste ou groupe mexicain | Nomination |